# Club Olímpico de Totana
El Club Olímpico de Totana es un club de fútbol de la ciudad de Totana (Murcia) España. Fue fundado en 1961 y juega en la Preferente Autonómica.

## Historia
El Club Olímpico de Totana se fundó en 1961 con el nombre de Olímpico Juvenil. En 1980 adoptó la actual denominación.
En la temporada 1980/81 debuta en la Tercera División, se mantiene 6 temporadas seguidas en la media tabla hasta que desciende en la 1985/86. Asciende de nuevo a la temporada siguiente y se asienta definitivamente en la categoría, alcanzando en la temporada 1999/00 el campeonato del Grupo XIII. En la liguilla de ascenso queda encuadrado en el Grupo C4 junto al Burriana, Cornellà y Manacor. Asciende el Burriana al quedar primero con 11 puntos, el Olímpico terminó segundo con 10 puntos. En la campaña 2003/04 regresa a Preferente, donde pasaría 3 temporadas. 
Tras un nuevo ascenso, solo logra permanecer dos temporadas en Tercera y regresa a Preferente. Tras dos años muy malos acaba descendiendo a Liga Autonómica.
En la temporada 2010-2011 consigue de nuevo, el ascenso a Preferente Autonómica.
Al año siguiente asciende de nuevo a Tercera división. Estos últimos años ha sido un equipo ascensor.

### Junta gestora
El 27 de julio de 2017 se convocó a los socios a una  asamblea extraordinaria, donde entre varios puntos tratados, se produjo la dimisión de la actual directiva. Tras ese hecho y por la necesidad de iniciar con premura esta nueva temporada, el Olímpico de Totana, queda en manos de una comisión gestora para asumir  funciones y empezar a trabajar inmediatamente.
Dicha gestora está formada por los padres de las Bases del Olímpico y se comprometen, como no puede ser de otra manera, a gestionar de manera eficiente, clara y con seriedad la dirección del club.
En la temporada 2017/18 consigue el ascenso a Tercera División, tras quedar segundo clasificado en Liga Autonómica Preferente.
Tras tres campañas desiguales, desciende de nuevo a Preferente en la campaña 2020/21.
En 2025, el club ascendió a tercera federación tras quedar segundo en la clasificación de la preferente autonómica de la región de Murcia.

## Uniforme
- Uniforme titular: Camiseta rojiblanca a rayas verticales, pantalón azul y medias rojas.
- Uniforme alternativo: Camiseta verde, pantalón blanco y medias blancas.

## Estadio
Estadio Juan Cayuela, con capacidad para 2500 personas.

## Datos del club
- Temporadas en Primera: 0
- Temporadas en Segunda: 0
- Temporadas en Segunda B: 0
- Temporadas en Tercera: 27
- Temporadas en Preferente: 22
- Temporadas en Primera Regional: 12
- Temporadas en Segunda Regional: 1
- Mejor puesto en la liga: 1.º (Tercera División temporada 99-00)
- Peor puesto en la liga: 20.º (Tercera División temporada 02-03)

## Palmarés
- Tercera División (1): 1999/00.
- Territorial Preferente (1): 1993/94

## Ilustres jugadores
- Zamora.
- Romo.
- Juan Moya y Moya II.
- Tubo Fernández.
- Tomy.
- Rivera.
- Kiko Casuco.
- Quintana y Ariño.
- Chendo.
- Puskas.
- Murciano.
- López Miró.
- Michel.

## Cronología de los entrenadores
- José Rodríguez ¨catalán¨       (2005/2007)
- Asensio Vera García
- Juan Antonio Lillo Nieto (2011/12)
- Juan Antonio Calvo García (2012/13)
- Rafael Muñoz González (2012/13)
- Rafael Muñoz González (2012/13)
- Gaspar Contreras (2013/14)
- Felipe Cano (2014/15)
- Jose Moreno (2015/16)
- Roberto Carlos Lucas Miguel (2015/16)
- Roberto Carlos Lucas Miguel (2016/17)
- Juan Carlos Cuadrado Reverte (2016/17)
- Victor Pagán Torralba (2017/2020)
- Antonio Calatayud Lax (Calata) (2020/Actualidad)

## Colaboradores
En junio de 2014 el Olímpico de Totana firma un acuerdo con el Granada C.F. de primera división en materia de fútbol base convirtiendo al equipo totanero en filial del granadino. 